# Брайтшайдплац

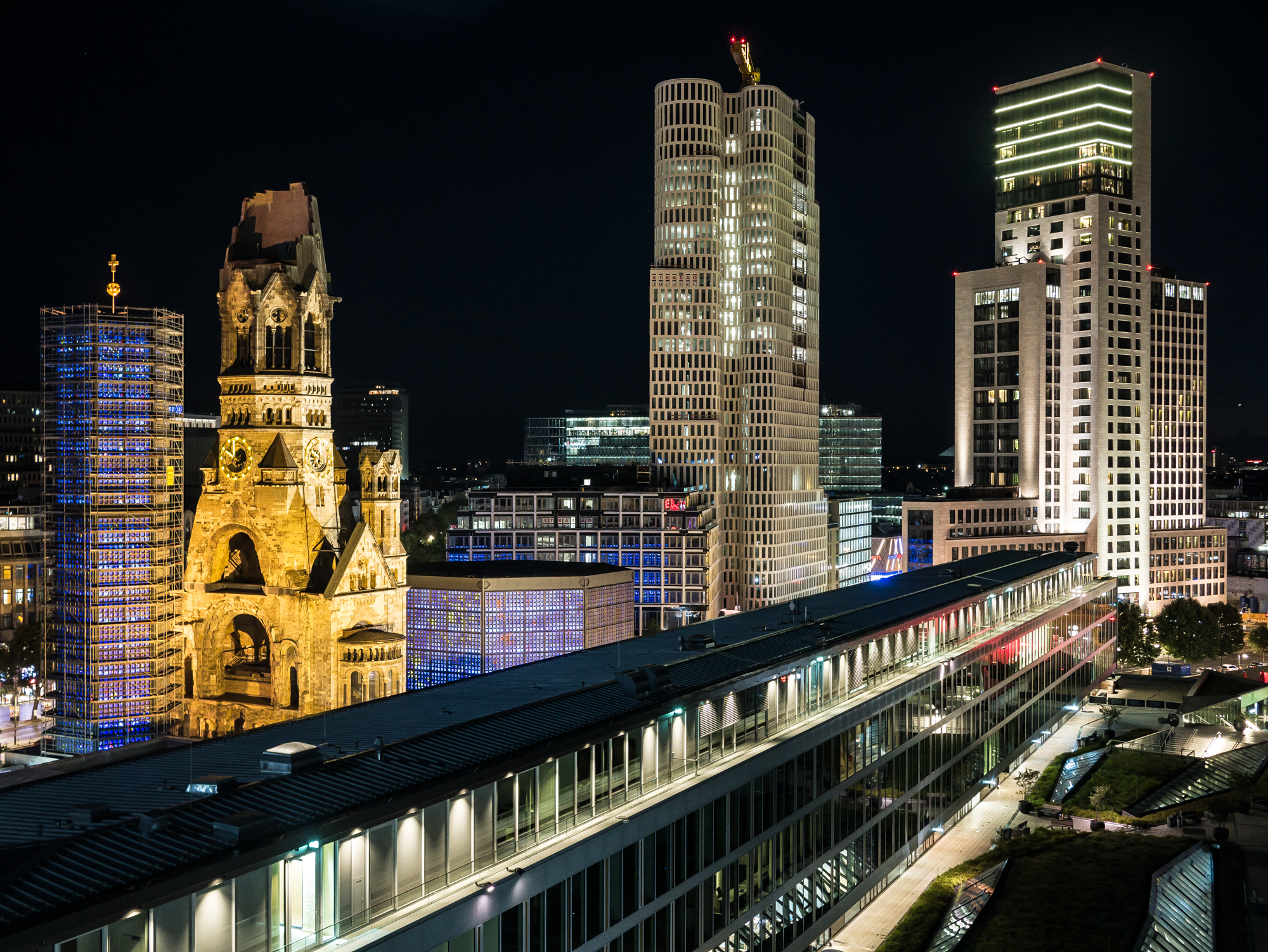
Мемориальная церковь кайзера Вильгельма и современные высотные здания

Площадь Брайтшайдплац (нем. Breitscheidplatz — «площадь Брейтшейда») расположена в берлинском районе Шарлоттенбург между улицами Курфюрстендамм, Будапештской улицей и Тауэнцинштрассе. В центре площади находится Мемориальная церковь кайзера Вильгельма. На востоке к площади примыкает Europa-Center.

## История
В 1889 году ранее безымянная площадь получила название в честь первопечатника Иоганна Гутенберга в Гутенбергплац. В 1892 году площадь была переименована в Auguste-Viktoria-Platz в честь императрицы Августы Виктории.
Вскоре после того, как площадь была готова, супруг Августы Виктории император Вильгельм II определил ее местом для мемориальной церкви в честь своего деда, императора Вильгельма I. Церковь, спроектированная королевским архитектором Францем Швехтеном, была ярким примером романского возрождения архитектуры и была освящена в 1895 году.
Окружение и развитие площади до Первой мировой войны происходило в аналогичном неороманском стиле. В том числе на западной стороне появился выставочный и комплекс, завершенный в 1896 году, а напротив него в 1899 году появилось здание, в котором после 1916 года размещалось кафе Romanisches. Сейчас на этом месте находится Европейский Центр.
После Первой мировой войны площадь стала местом встречи богемы и интеллектуалов в Берлине, особенно часто они проходили в кафе Romanisches, где писатели, художники и музыканты собирались и обменивались идеями. Кроме того, с переоборудованием части выставочной площади на западную сторону в этом районе началось развитие кинематографа и эстрадного театра. В 1925 году в одном из этих пространств открылся Ufa-Palast am Zoo, крупнейший кинотеатр в Германии, а в 1926 году -  Gloria-Palast на западной стороне. Там 1 апреля 1930 года состоялась премьера «Голубого ангела». Так, вскоре на площади находилось главное скопление кинотеатров Берлина, в дополнение ко всевозможным кафе, театрам и другим деловым учреждениям. Некоторые бизнесмены называли его Бродвеем Берлина.
В 1943 году площадь была сильно разбомблена, и большая часть ее территории была разрушена. После Второй мировой войны площадь претерпела масштабную реконструкцию, когда она стала символическим центром Западного Берлина в качестве компенсации за потерю исторического центра вокруг Alexanderplatz и Unter den Linden in Mitte, тогдашней части Восточного Берлина.
31 июля 1947 года площадь обрела современное название в честь преследовавшегося в нацистской Германии немецкого социал-демократа Рудольфа Брейтшейда, который был убит в концентрационном лагере Бухенвальд в 1944 году.
Мемориальная церковь кайзера Вильгельма была разрушена после войны. В 1950-х и 1960-х годах в Берлине была тенденция сносить разрушенные во время войны здания и строить заново, и известный западногерманский архитектор Эгон Эйерманн изначально планировал также полностью снести руины, чем вызвал многочисленные протесты общественности. Тогда он спроектировал современную приходскую церковь и отдельную колокольню, рядом с которой разрушенный шпиль старой церкви был бы сохранен в качестве мемориала. Новый Gedächtniskirche был освящен в 1961 году и вскоре стал архитектурной гордостью Западного Берлина и своеобразным мемориалом против войны и разрушения.
В унисон к Мемориальной церкви на площади были возведены два здания друг напротив друга, получившие название «Романские дома». Первый Романский дом появился в западной части площади между Курфюрстендамм и Кантштрассе, второй — на восточной стороне (на месте современного Europa-Center). Второй Романский дом получил известность благодаря открывшемуся в нём в 1916 году «Романскому кафе». Весь архитектурный ансамбль получил название «Романский форум». Европейский Центр с его характерной звездой Mercedes-Benz стал крупным деловым центром. Сегодня в здании по-прежнему расположены многочисленные универмаги, тротуарные кафе и рестораны, также оно является популярной туристической достопримечательностью и имеет статус ориентира. Брайтшайдплатц же по-прежнему является одним из самых посещаемых мест Берлина, многие знают ее как одну из самых типичных площадей Берлина. Она представляет собой неловкое, но типичное сочетание Берлина старого и нового, культурного и коммерческого.
Во Вторую мировую войну повреждения получила не только Мемориальная церковь, но и вся застройка площади. Восстановление площади проходило по стандартам и представлениям 50-х годов о доминирующей роли автомобильного транспорта. Между Мемориальной церковью и Europa-Center была проложена важная транспортная магистраль с туннелем. Начиная с рубежа тысячелетия городские планы, разработанные для Брайтшайдплатц, включают в себя улучшение пешеходных дорог и проведение открытых конкурсов для будущего планирования Брайтшайдплатц. В 2006 году автомобильный тоннель на Budapester Straße перед зданием Bikini-Haus был закрыт, а пешеходная зона расширена.

## Рождественский базар
19 декабря 2016 года примерно в 20:00 по местному времени на Рождественском базаре на площади Брайтшайдплац произошёл террористический акт, в результате которого погибло 12 человек, а 48 получило ранения. В дальнейшем в рамках подготовки к Рождественскому базару площадь и ее окрестности были укреплены от дальнейших террористических атак.

## Транспорт
До Брайтшайдплац можно добраться по городской железной дороге через станцию Zoologischer Garten, а также по метро U-Bahn через станции Zoologischer Garten и Kurfürstendamm.
Автобусы останавливаются на Брайтшайдплатц (линии 100 и 200) и Европа-центр (M29, M19).